# عوالق الأنهار
عوالق الأنهار أو عوالق المياه الجارية (الاسم العلمي: Potamoplankton) تعتبر عوالق من عوالق المياه العذبة ولكن تعيش في الأنهار فقط. إنها أفقر من عوالق البحيرات. تهيمن عليها الكائنات الحية الصغيرة مثل البكتيريا والدياتومات والدوارات. تعتبر عوالق الأنهار مجموعة غير مستقرة، ولكنها يمكن أن تلعب دورًا مهمًا في الشبكة الغذائية للنظام البيئي للنهر بأكمله. يتناسب حجم عوالق الأنهار بشكل مباشر مع طول النهر ويتناسب عكسيا مع سرعة التيار.

## أنظر أيضا
- عوالق المياه العذبة
- عوالق المستنقعات
- عوالق البرك